# 5286 Haruomukai
5286 Haruomukai (1989 VT1) là một tiểu hành tinh vành đai chính được phát hiện ngày 4 tháng 11 năm 1989 bởi M. Mukai và Takeishi ở Kagoshima.